# Noël Rota

Noël Rota (artiestennaam: Helno Rota de Lourcqua, Montreuil 25 december 1963 - Parijs 22 januari 1993) was een Frans zanger, die het best bekend is van zijn werk met Les Négresses Vertes.
Helno (een fonetische omkering van de lettergrepen van zijn voornaam) was van Italiaanse afkomst, maar werd geboren in een buitenwijk van Parijs. Tijdens zijn adolescentie was hij actief in de punkbeweging. Tussen 1981 en 1983 was hij zanger bij de Franse alternatieve postpunk/no waveband Lucrate Milk, en vervolgens was hij achtergrondzanger/roadie bij Bérurier Noir.
In 1984 vertolkte hij de rol van punker in de film L' Affaire Des Divisions Morituri van François-Jacques Ossang.
In 1987 richtte hij met een aantal vrienden, waarvan een aantal nog nooit een instrument hadden bespeeld, de band Les Négresses Vertes op, die een mengeling bracht van alternatieve rock en verschillende wereldmuziekstijlen. De band kende, ondanks de Franse teksten, succes in het buitenland en trad bijvoorbeeld op in het Verenigd Koninkrijk, Japan en Los Angeles.
Helno stond bekend om zijn drank- en druggebruik. In de nacht van 21 op 22 januari 1993 overleed hij in zijn ouderlijk huis aan een overdosis heroïne.  Helno ligt begraven op het Cimetière parisien de Pantin.
Op 21 juni 2018 werd aan de Rue de L'Ourcq 13 een plaquette onthuld ter nagedachtenis aan Helno.

## Discografie
- 1988 : Mlah
- 1991 : Famille Heureuse

## Hommages
Zijn vriend Manu Chao eerde hem met het nummer Helno est mort op het album Sibérie m'était contée. Rota's tweelingbroer Thierry (Ritier) bracht in 2002 het hommagealbum À ta santé mon frère uit.
Dichter Jaap Boots eert hem in zijn bundel Bambalam (2022) met het gedicht Merde. 
- Bibliothèque nationale de France: cb148322760 (data)
- International Standard Name Identifier: 0000 0000 0888 6708
- MusicBrainz: 1b916053-6f06-47b4-8055-89c6e9327302
- Virtual International Authority File: 2737103